# 大聖寺大火

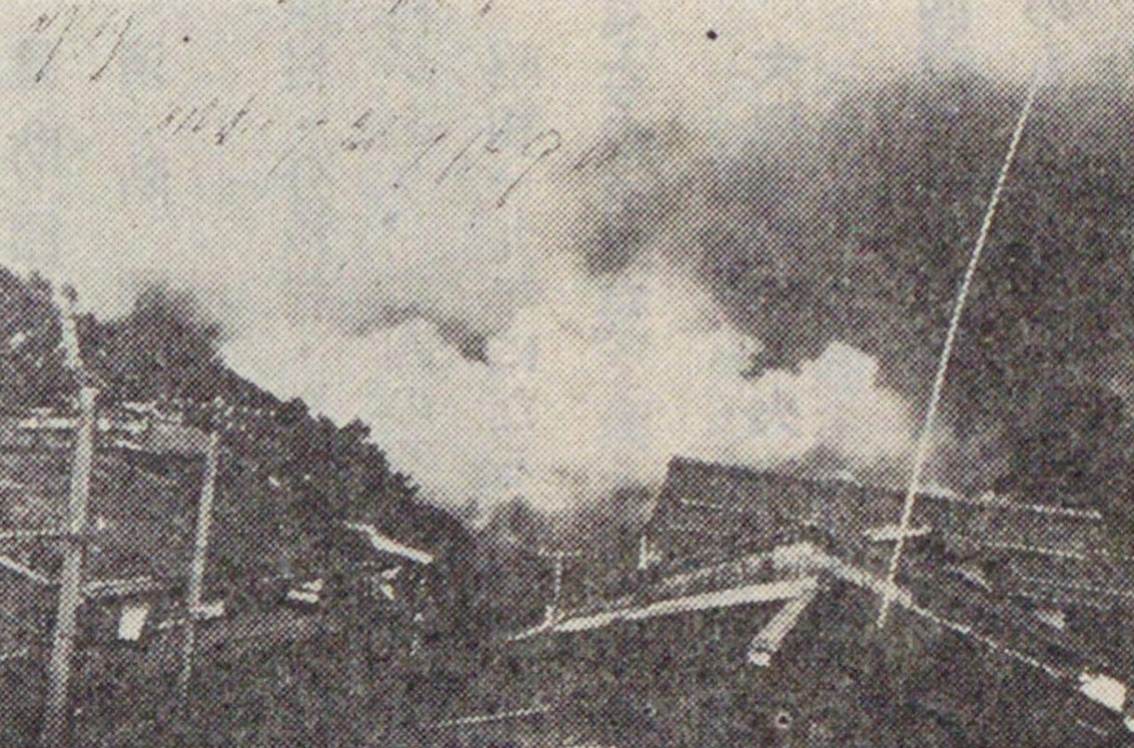
大聖寺大火

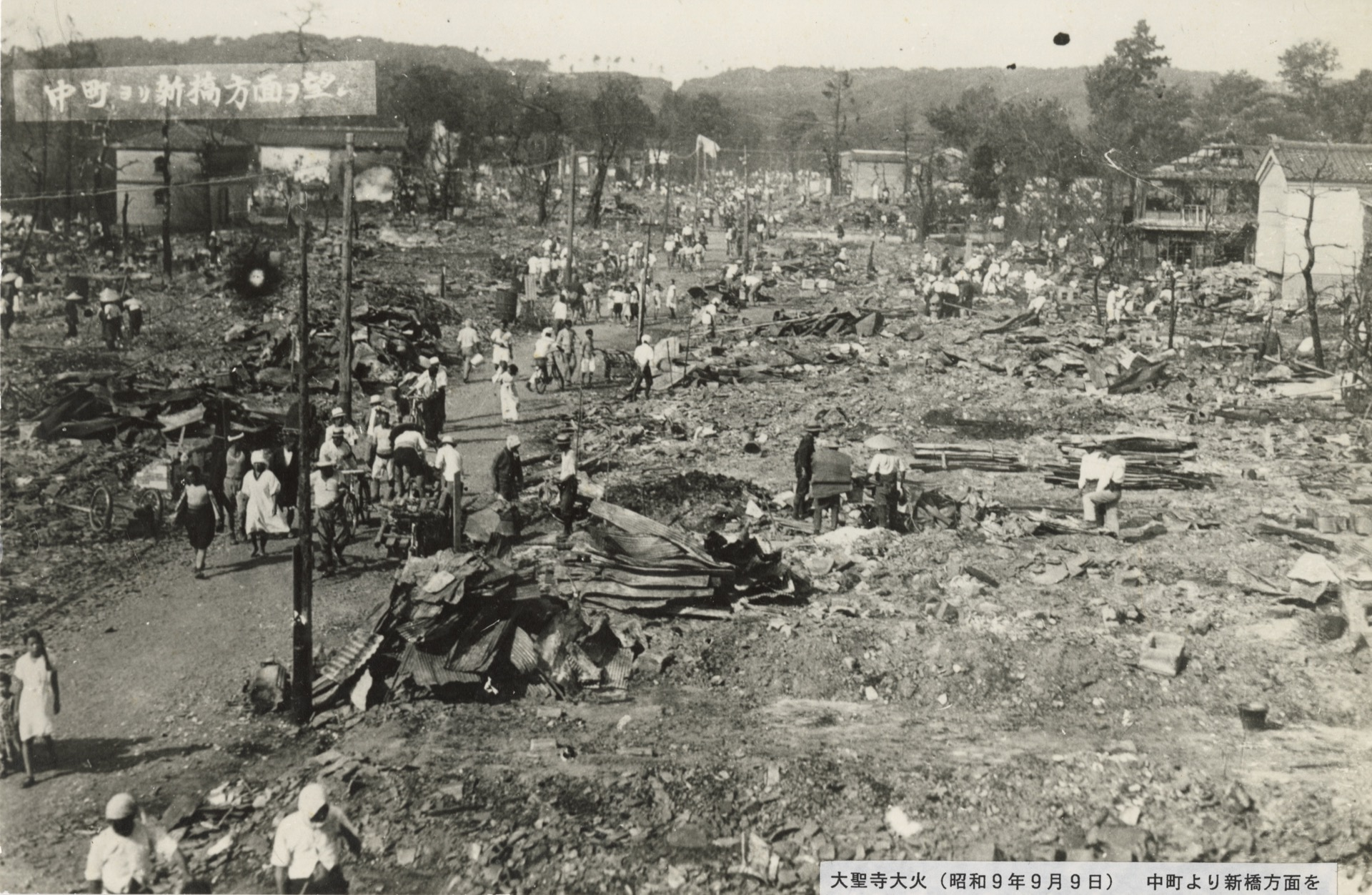
消火後の様子

大聖寺大火（だいしょうじたいか）は、1934年（昭和9年）9月9日に石川県江沼郡大聖寺町（現在の加賀市大聖寺）で起こった大火災のことである。

## 経過
1934年（昭和9年）9月9日、午前2時40分ごろ、石川県江沼郡大聖寺町字中町（現在の加賀市大聖寺中町）の大工職人の小屋より出火。午前4時時点で約250戸が焼失。午前5時時点で350戸が焼失。午前5時半時点では中町、中新道、馬場が全焼。魚町、本町は風上のため、一部のみ被害があった。午前10時半ごろに鎮火した。

## 原因
出火現場は大聖寺町字中町にある、大工職人の小屋とされている。当初は放火説が飛び交っていた。原因は、大工職人の妻と長男の両名が8日夜に帰宅後、行水を湧かすために使用した炭火の不始末であった。

## 被害
主なる焼失建物は大聖寺町役場（重要書類は持ち出され無事であった）、大聖寺小学校、江沼病院、江沼神社、江沼郡自治館、時鐘堂など、町の主要施設も多く被害にあった。
延焼範囲や人的被害は文献により異なるが、概ね以下の通り。
- 大聖寺署の調査より：延焼16町、全焼321戸、半焼170戸、被災者数は2700名、焼失面積およそ5万坪余り、被害額は230万円[6]
- 加賀市の調査より：焼失403戸、焼失区域6万坪[7]
- 石川県の調査より：延焼11町、罹災者1681人、全焼321戸、半焼17戸、負傷2名、損害高239万円[8]
- 石川県の調査より：焼失321戸、罹災者1681人、損害300万円[9]

延焼範囲の広さや建物の被害に対して、負傷者は数名のみにとどまった。多数の負傷者を出さなかった理由としては、延焼を予想して速やかに家財を風上にある広場や駅前に運び出したこと、家財を優先せず避難につとめたこと、これらは毎年のように起こる大聖寺川の氾濫の経験から、大聖寺町民の非常時に対する訓練の賜物であると北國新聞が報じている。
一方で、出火場所が大聖寺川とは離れたところであり、多数の応援消防を得たにもかかわらず引水の便を欠いたため消火活動に遅れをとったことも指摘されている。

## 復興

### 行政の対応

#### 大聖寺町役場の動き
大聖寺町役場が焼失した際に、いったん図書館に重要書類を搬入し、翌10日から商工会館内を仮庁舎として町長以下職員が業務を再開した。
復興計画に向けて緊急町会を召集し、小学校・託児所・町役場等の再建、水道敷設並びに大貯水池築設、住宅資金の借入れ、罹災者の町税戸数割納期の延期、都市計画法施行の請願等の案件を決議した。
12日に大聖寺町長が県に申請書を提出し、都市計画石川地方委員会が内務大臣宛に正式申請を行った。これにより町では区画整理組合を設立し、復興計画の実施を進めることとした。
しかし町議で決議した水道敷設ならびに大貯水池築設は、直ちに実施されることはなかった。そのかわりに1937年（昭和12年）、洪水対策と並行して熊坂川改修工事が行われ、流路変更となった新熊坂川河畔に記念事業として植樹した桜並木は、現在も大聖寺の名所となっている。

#### 石川県からの派遣
9月10日早朝には金沢より石川県社会課の課長以下6名が大聖寺町に急行し、駅前警察署内の臨時出張所で被災救助事務を開始。南郷村の日本絹織会社を炊き出し本部として罹災者及び防火作業従事者への支援を行なった。

### 民間企業や地域住民の動き

#### 保険会社の対応
鎮火と同時に各火災保険会社は借り受けた民家に臨時出張所を設け、火災程度の調査を始めた。小学校20万円、役場3万円の保険契約があるなど、主要施設の大部分は火災保険契約があることが分かった。また被災者においても7割が火災保険の加入者であることがわかり、保険総額約160万円が復興への足がかりとなった。

#### 地域住民の様子
9日夜には大聖寺川水電の工夫により焼け跡に電灯が灯され、電気工夫たちと共に罹災した町民も燻る煙の中で片付け作業を始め、夜が明けると軍人、消防組、青年団、大聖寺中学校の学生たちに加え、付近の町村からもおよそ一千名に及ぶ応援隊が駆けつけ焼け跡はごった返すほどの混雑ぶりを見せ、早くも復興を目指し立ち上がる姿が新聞に報じられている。

### 施設の復興

#### 小学校の再建
1935年（昭和10年）11月28日に錦城小学校の新校舎が建設竣工した。

#### 託児所の再建
火元とされた大工小屋を所有していた大工職人は、温厚で人望も厚い人物であり、不始末について詫びにまわったあとも彼を慕う人物は多かったという。託児所も焼失したため復旧を機に授産場を併設した総合的な社会事業として新設すつ計画が進められ、財政事情等の関係から消極的な業者が多かった中、大工職人は進んで引き受け施設を完成させ、各方面から感謝された。